# منتخب غويانا الفرنسية لكرة القدم
منتخب غويانا لكرة القدم هو الفريق الوطني لمقاطعة غويانا الفرنسية إحدى مقاطعات عبر البحار الفرنسية، ويتم أدارته من قبل دوري غويانا الفرنسية لكرة القدم، أحد الاتحادات الفرعية التابعة إلى الاتحاد الفرنسي لكرة القدم.
اتحاد غويانا الفرنسية لكرة القدم ليس عضوا في الفيفا، لانها مقاطعة تابعة إلى الجمهورية الفرنسية. وبالتالي فان منتخب غويانا الفرنسية من غير الممكن المشاركة في نهائيات كأس العالم، وبذلك فإن لاعبي منتخب غويانا الفرنسية مؤهلين للعب في المنتخب الفرنسي. ومن أشهرهم برنارد لاما وفلوران مالودا الذين لعبوا ضمن تشكيلة المنتخب الوطني الفرنسي.
ومع ذلك فأن غويانا الفرنسية هي عضو في اتحاد أمريكا الشمالية لكرة القدم (الكونكاكاف) والاتحاد الكاريبي لكرة القدم، وتستطيع المشاركة في جميع المسابقات التي يظمها كلا الاتحادين. ويكون ذلك بالاتفاق مع الاتحاد الفرنسي، حيث يمكن وفق القانون الفرنسي ان تشارك في تلك البطولات وأن تنظم الأحداث الرياضية الدولية على المستوى الإقليمي أو تشكيل فرق من أجل المشاركة فيها.

## وصلات خارجية
- الموقع الرسمي لاتحاد غويانا الفرنسية لكرة القدم
- منتخب غويانا الفرنسية على الموقع الرسمي لاتحاد الكونكاكاف

1. ↑  "The FIFA/Coca-Cola World Ranking". FIFA. 18 يوليو 2024. اطلع عليه بتاريخ 2024-07-18.